# 小野川村
小野川村（おのがわむら）は茨城県の南部、河内郡・筑波郡に属していた村。現在のつくば市の南部、常磐自動車道と首都圏中央連絡自動車道のつくばジャンクション周辺にあたる。

## 歴史
- 1889年（明治22年）4月1日 - 町村制施行により、館野村、北中島村、稲岡村、赤塚村、下原村、新牧田村、梶内村、中内村、松野木村、西大沼村、上原村、手代木村、上横場村、今泉村、榎戸村、北中妻村、南中妻村、下横場村、市ノ台村、小野崎村が合併して河内郡小野川村が発足。
- 1896年（明治29年）3月29日 - 郡制の施行のため郡の再編が行われたことに伴い、所属郡が筑波郡に変更。
- 1955年（昭和30年）3月31日 - 谷田部町・葛城村・島名村および真瀬村の一部（大字真瀬、鍋沼新田、高須賀、高良田）と合併し、改めて谷田部町が発足。同日小野川村廃止。
- 1987年（昭和62年）11月30日 - 谷田部町が豊里町・大穂町および新治郡桜村と合併してつくば市が発足。